# Paradelphomyia (Oxyrhiza) minutoides
Paradelphomyia (Oxyrhiza) minutoides is een tweevleugelige uit de familie steltmuggen (Limoniidae). De soort komt voor in het Oriëntaals gebied.